# Фельдкирхен-ан-дер-Донау
Фельдкирхен-ан-дер-Донау (нем. Feldkirchen an der Donau) — ярмарочная коммуна (нем. Marktgemeinde) в Австрии, в федеральной земле Верхняя Австрия. 
Входит в состав округа Урфар.  Население составляет 5220 человек (на 31 декабря 2005 года). Занимает площадь 39 км². Официальный код  —  41 606.

## Политическая ситуация
Бургомистр коммуны — Франц Аллерсторфер (СДПА) по результатам выборов 2003 года.
Совет представителей коммуны (нем. Gemeinderat) состоит из 31 места.
- СДПА занимает 15 мест.
- АНП занимает 12 мест.
- АПС занимает 4 места.